# 七大貴族
七大貴族（ななだいきぞく、英：Seven Great Houses of Iran）は、サーサーン朝期の有力な貴族層を指す用語。その多くは起源をアルシャク朝（アルサケス朝、パルティア）時代に遡るとされた。サーサーン朝の研究において重要視する学者がいる一方、常に使用される用語であるわけではない。

## ハプタ（7）
ハプタ、あるいはハフト（hapta/haft、7）という数字は3、5と並び、インド・イラン人（アーリヤ人）の文化において重要な意味を持った。ゾロアスター教やアフラ・マズダの信仰に関わる伝承には随所にこの数字が登場する。聖典『アヴェスター』はそれぞれ7つの章でできた3つのグループからなる全21巻本として成立したと伝わり、世界は人間界フワニラサ（xvaniraθa）とそれを取り囲む6つの領域という7つのカルシュワル（Haft karŠvar/keŠvar）からなると理解された。創世神話では神々は世界を7つの過程に分けて造り上げたとされ、最高神アフラ・マズダは自らの聖霊を通して6柱の神格を生み出し、アフラ・マズダ自身と合わせた7柱の神格が世界を構成する7つの創造物を創造した。そして預言者ザラスシュトラ（ゾロアスター）とその弟子たちも併せて「7人」であった。サーサーン朝の創設者アルダシール1世がハフトバードの城を攻略した際にもまた、7人の有力者（メハーン, mehān）を伴っていたと伝わる。
この7という数字への神聖視はハカーマニシュ朝（アケメネス朝）時代には確固として存在した。『旧約聖書』「エズラ記」7:14には「あなた（ハカーマニシュ朝の王アルタシャスタ/アルタクセルクセス）は、自分の手にあるあなたの神の律法に照して、ユダとエルサレムの事情を調べるために、王および七人の議官によってつかわされるのである」という記載がある。また、ヘロドトスの『歴史』では、ハカーマニシュ朝の王位が簒奪者スメルディス（バルディヤ）に奪われた際に、それを排除するために7人の同志が集まってスメルディスを排除し、最後は計略によってダーラヤワウ1世（ダレイオス1世）が王位に就いたことが説明されている。
7という数字と実際の数は厳密に対応しない場合もあり、フェルドウスィーが伝えるイランの英雄ロスタムの伝説では、ロスタムと共に10人の仲間がトゥーラーンの英雄アフラースィヤーブと戦っているが、彼らはたびたびhaft（7）と呼ばれている。

## アルシャク朝とサーサーン朝の貴族家系
この「7」という数字はサーサーン朝時代の有力な貴族に対しても適用された。タバリーによれば彼らは古代イランの王カイ・ヴィシュタースプ（Kay Vištāsp）によって7つの邦の領主として定められたという。
実際にその「7つ」の家系をどのように定義するのかは曖昧である。エンサイクロペディア・イラニカにおいてはタバリーを引いて、カイ・ヴィシュタースプに領主として認められたと主張した次の7つの家系を挙げている。
- スーレーン（Surēn[4]/Sūren[9]）
- カーレーン（Kāren[4][9]/Karin[10]）
- ジーク（Zig[4]/Zīk[10]）
- ミフラーン（Mehrān[4]/Mihrān[10]）
- アスパーフバド（Spahbad[4]/Ispahbudhān[10]）
- スパンディアード（Spandiād[4]/Spandīyādh[10]）またはイスファンディヤール（Isfandīyār[10]）
- ナハーバド（Nahābad[4]）

「大貴族」として史料上に登場する家系/氏族は必ずしもこの一覧と合致せず、また全ての家系が常に同じように有力であったわけでもない。多くの場合、これらの家系はその起源をアルシャク朝（アルサケス朝、パルティア、前247年-後224年）時代まで遡るとされたが、アルシャク朝時代の記録に確実に登場するのはスーレーン家とカーレーン家のみである。両者は共にギリシア・ローマの著述家によって記録されている。プルタルコスによれば、スーレーン家の構成員は貴族の中の第一位でありアルシャク朝の戴冠式において王に王冠を授ける特権を有していたという。アルシャク朝の「諸王の王」に近しいもう一つの家系であったカーレーン家についての記録を残しているのはタキトゥスであり、パルティア軍の軍司令官の一人としてカーレーン家の者が言及されている。
アルシャク朝時代のローマ・ギリシアの記録に登場する上記の2家系に加えて、アルシャク朝後期には既に有力であったと考えられる一族もある。デンマークの学者アーサー・クリステンセンの見解（Pourshariatiのまとめに従う）によれば、アルシャク朝時代にもサーサーン朝（226年-651年）期と同じような高い地位にあった家系はスーレーン家、カーレーン家、アスパーフバド家の3つのみであった。この3家系はパフラヴィー（Pahlav）またはパルティア人という称号を帯びていた。
サーサーン朝の初期の王（アルダシール1世、シャープール1世など）が残した碑文ではウズルガーン（Wuzurgān/Buzurgān）と呼ばれる貴族階級が現れる。恐らく、これらの中で最上位と位置づけられていたのはヴァラーズ（Varaz）家、スーレーン家、カーレーン家の3家系と、アンディガーン（Andigan）家の支配者（hwtwy）たちであった。この「貴族」たちはštld'lyおよびBR BYT'と呼ばれる地位の直後に続いてリストされている。より後世の史料ではこのリストにスパンディアード家とミフラーン家が加えられており、彼らがアルシャク朝時代からその地位にあったものとしているが、これは恐らく事実ではない。ミフラーン家への最初の言及はシャープール1世の碑文の宮廷人のリストの最後尾部分に「アルシャタト（Arshtat）、書記、レイ（Ray)のミフラーン」とあるものである。ミフラーンは「ミフル（Mihr）の息子」と訳すことが可能であろう。
彼らがサーサーン朝期に高位の人物を輩出していることは確かであり、ヤズデギルド2世の最初の宰相であったミフル・ナルセはスパンディアード家の出身であるとされ、ホルミズド4世の時代に反乱を起こした著名な将軍バフラーム・チョービンや、簒奪者として短期間王位を担ったシャフルバラーズはミフラーン家に属していた。恐らく彼らは自らの家系の由緒正しさを強調するために、より古い時代に遡る系譜を作成した。
これらの大貴族の性質を示すのがペルシスの「王」パーパク（サーサーン朝の建国者アルダシール1世の父）の宮廷における貴族とアルダシール1世の宮廷における貴族たちの顔ぶれである。パーパクの宮廷においては数多くのペルシス土着の高貴な家系が言及されているが、彼らはアルダシール1世の時代のリストではスーレーン、カーレーン、ヴァラーズ、そしてアンディガーンといった「大貴族」によってはじき出されている。これはメルヴ、ケルマーン（カルマニア）、シースターン（サカスターン）、イベリア（グルジア）、アディアベネの王たちがサーサーン朝の最も名誉ある地位を持って言及されるようになったことと全く同じである。また、これらの大貴族は広大な所領を所持していたとされ、サーサーン朝期にはカーレーンはニハーヴァンド（メディア）地域に、スーレーンはシースターンに、そしてアスパーフバドはディヒスターンとゴルガーンに居住していたことが知られている。よって、大貴族たちはサーサーン朝の建国に伴って自律性を維持したままその国家機構に加わったと考えられる。サーサーン朝後期に帝国の東西南北の方位毎に置かれた軍司令官（スパーフベド）の地位もまたこれらの家系の出身者によって占められていた（スパーフベドを参照）。